# فرهنگسرای اشراق
فرهنگسرای اشراق یکی از فرهنگسراهای تهران است.
این فرهنگسرا که در یک باغ بزرگ قدیمی به مساحت ۸ هکتار متعلق به میرزا زین‌العابدین تهرانی در خیابان جشنواره در شمال شرقی تهران قرار دارد در سال ۱۳۷۴ تأسیس شده‌است. سالن‌های سینمای این مجموعه پس از بازسازی در ۱۸ بهمن ۱۳۹۵ بازگشایی شده‌اند.
محوطه باغ این فرهنگسرا دارای ۱۵۰ گونه گیاهی همچون توت آمریکایی، توسکا، درختچه‌های گل یخ، گل شرابی، کاج، انجیر، بلوط و درخت انار است.

## امکانات
- سالن سینما: ۳۰۸ نفر ظرفیت
- سالن باران: ۹۰ نفر ظرفیت
- سالن کنفرانس: ۶۰ نفر ظرفیت
- نگارخانه آفرینش نقش: دارای ۲ سالن مجزا با ظرفیت ۵۰ تابلو برای هر سالن
- کتابخانه شیخ اشراق: بیش از ۳۷۰۰۰ جلد کتاب